# 贾瓦区

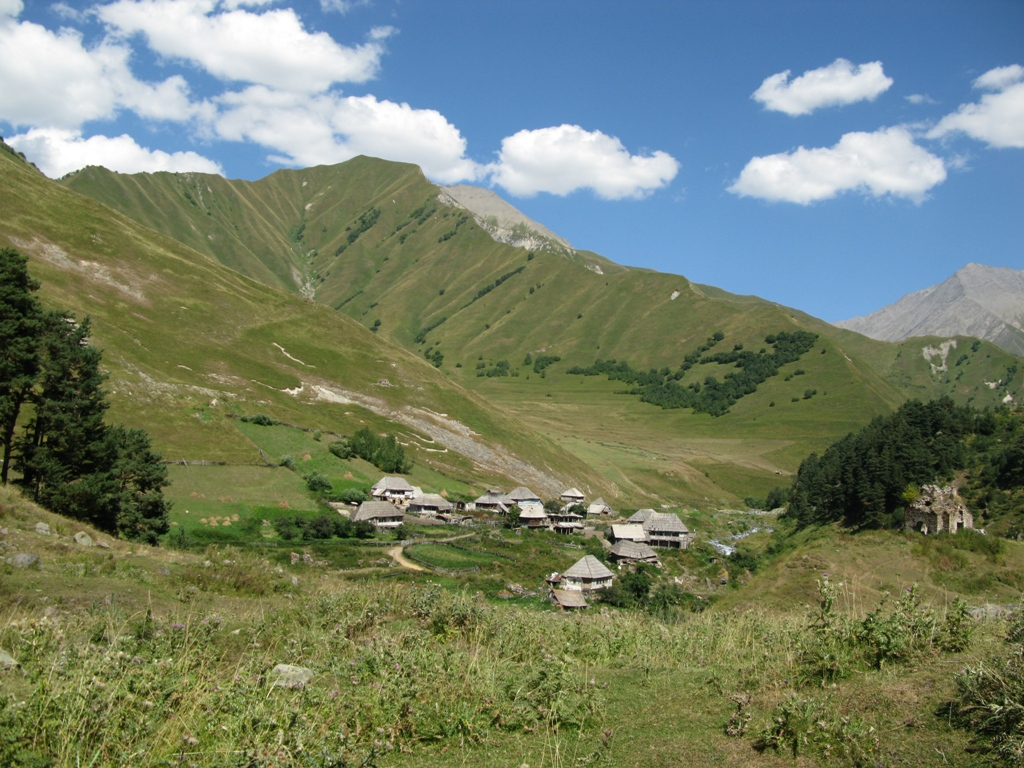
区内一村庄

贾瓦区在南奥塞梯的位置，灰色和红色重叠区域为格鲁吉亚声称的奧尼市鎮和薩奇海雷市鎮内

贾瓦区（羅馬化：Dzawy rajon）是南奥塞梯北部的一个区，行政中心为賈瓦镇。该区面积为1,448平方公里，人口数量约为10,000人。

## 地理
此区内有羅基隧道、马米松山口、泛高加索公路、奥塞梯军用公路。
本区内最大城镇为賈瓦。第二大城镇克瓦伊西位于该区的西部。

## 国际地位
根据格鲁吉亚行政区划，贾瓦区位于整个賈瓦市鎮及部分奧尼市鎮和薩奇海雷市鎮内。